# Nina Hespel
Nina Hespel (* 30. Juli 2001) ist eine belgische Hürdenläuferin, die sich auf die 400-Meter-Distanz spezialisiert hat.

## Sportliche Laufbahn
Erste internationale Erfahrungen sammelte Nina Hespel im Jahr 2021, als sie bei den U23-Europameisterschaften in Tallinn mit 62,06 s im Halbfinale über 400 m Hürden ausschied und mit der belgischen 4-mal-400-Meter-Staffel mit 3:37,47 min den Finaleinzug verpasste. Im Jahr darauf erreichte sie bei den Europameisterschaften in München das Semifinale im Hürdenlauf und schied dort mit 59,15 s aus und 2023 belegte sie bei den U23-Europameisterschaften in Espoo in 56,25 s den fünften Platz. 
2023 wurde Hespel belgische Meisterin im 400-Meter-Hürdenlauf.

## Persönliche Bestzeiten
- 400 Meter: 53,91 s, 4. Juni 2022 in Oordegem
  - 400 Meter (Halle): 53,80 s, 12. März 2022 in Louvain-la-Neuve
- 400 m Hürden: 56,08 s, 26. Juni 2022 in Gentbrugge